# Wittigova činidla
Wittigova činidla jsou organické sloučeniny fosforu s obecným vzorcem R3P=CHR', kde R je většinou fenyl. Používají se k přeměnám aldehydů a ketonů na alkeny:

## Příprava
Vzhledem k tomu, že snadno podléhají hydrolýze a oxidaci, tak se Wittigova činidla připravují za nepřístupu vzduchu na místě použití; rozpouštědlem obvykle bývá tetrahydrofuran (THF). 
Některá jsou dostatečně stálá, aby mohla být prodávána.

### Tvorba fosfoniové soli
Wittigova činidla vznikají z fosfoniových solí, jež se získávají kvaternizací trifenylfosfinu halogenalkany (obvykle primárními, protože kvaternizace sekundárních halogenidů jsou málo účinné, proto se jen výjimečně používají tetrasubstituované alkeny).

### Deprotonace fosfoniových solí
Alkylfosfoniové soli se deprotonují silnými zásadami, jako je například n-butyllithium:
[Ph3P+CH2R]X− + C4H9Li → Ph3P=CHR + LiX + C4H10
Kromě n-butyllithia lze také použít terc-butoxid sodný nebo draselný (tBuONa, tBuOK), lithné, sodné a draselné hexamethyldisilazidy (LiHMDS, NaHMDS, KHDMS; HDMS = N(SiMe3)2), případně hydrid sodný (NaH). U stabilizovaných Wittigovaných činidlech, na kterých jsou navázané skupiny odtahující elektrony, lze použít i slabší zásady, jako je hydroxid sodný nebo uhličitan draselný.

[Ph_{3}PCH_{3}]^{+}Br^{−}, příklad fosfoniové soli

Určení vhodné zásady bývá důležitým krokem při optimalizacích Wittigových reakcí.  Protože fosfoniumylidy lze zřídka izolovat, tak mají v této oblasti velký význam vedlejší produkty deprotonace. Volba zásady tak má výrazný vliv na výtěžnost reakce a také na stereochemii jejích produktů

### Vliv substituentů

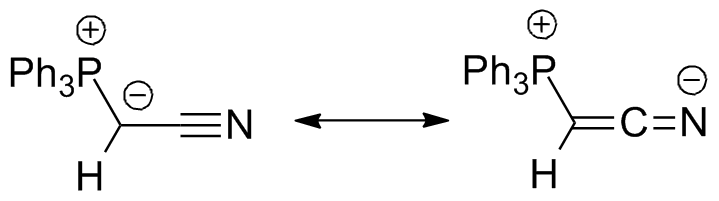
Stabilizované Wittigovo činidlo

Skupiny odtahující elektrony usnadňují deprotonci fosfoniových solí, například k deprotonaci trifenylkarbethoxymethylfosfonia stačí hydroxid sodný. Vzniklý trifenylkarbethoxymethylenfosforan je stálý na vzduchu; vykazuje ale nižší reaktivitu než ylidy bez skupiny odtahujících elektrony, například nereaguje s mnohými ketony, kdy je tak třeba použít Hornerovu–Wadsworthovu–Emmonsovu reakci. Z těchto stabilizovaných ylidů se obvykle vytváří E-alkeny namísto jinak častějších Z-alkenů.

## Reakce

### Alkenace
Wittigova činidla se používají k alkenacím, jako je například Wittigova reakce.

### Protonace
Wittigova činidla se připravují deprotonacemi alkylfosfoniových solí, tuto reakci lze provést v opačném směru a například tak připravit neobvyklá Wittigova činidla.

### Alkylace
Alkylací Ph3P=CH2primárními alkylhalogenidy, R−CH2−X, vznikají substituované fosfoniové soli:
Ph3P=CH2 + RCH2X → Ph3P+ CH2CH2R X−
Tyto soli lze deprotonovat na Ph3P=CH−CH2R.

### Deprotonace
I když jsou ylidy „bohaté na elektrony“, tak mohou být jejich alkylové substituenty deprotonovány. Reakcí Me3PCH2 s butyllithiem vzniká Me2P(CH2)2Li.
Díky podobnosti s karboanionty mohou lithiované ylidy fungovat jako ligandy; Me2P(CH2)2Li tak může být použit jako bidentátní ligand.

## Příklady
- (Chlormethylen)trifenylfosforan
- Methoxymethylentrifenylfosforan
- Methylentrifenylfosforan
- Trifenylkarbethoxymethylenfosforan
- Hexafenylkarbodifosforan

## Struktura
Wittigova činidla se často popisují jako kombinace dvou rezonančních struktur:
Ph3P+CR2− ↔ Ph3P=CR2
První z uvedených se označuje jako ylidová a druhá jako fosforanová forma.
Krystalografickým zkoumáním methylentrifenylfosforanu bylo zjištěno, že atom fosforu je tetraedrický. PCH2 centrum je rovinné a délka vazby P=CH2 je 166,1 pm, mnohem kratší, než průměrná vzdálenost P-C (182,3 pm).